# ФК Шевац
ФК Шевац је српски фудбалски клуб из Кусића, Бела Црква и тренутно се такмичи у Другој Јужнобанатској лиги Исток, шестом такмичарском нивоу српског фудбала.